# Jimmy Kelly

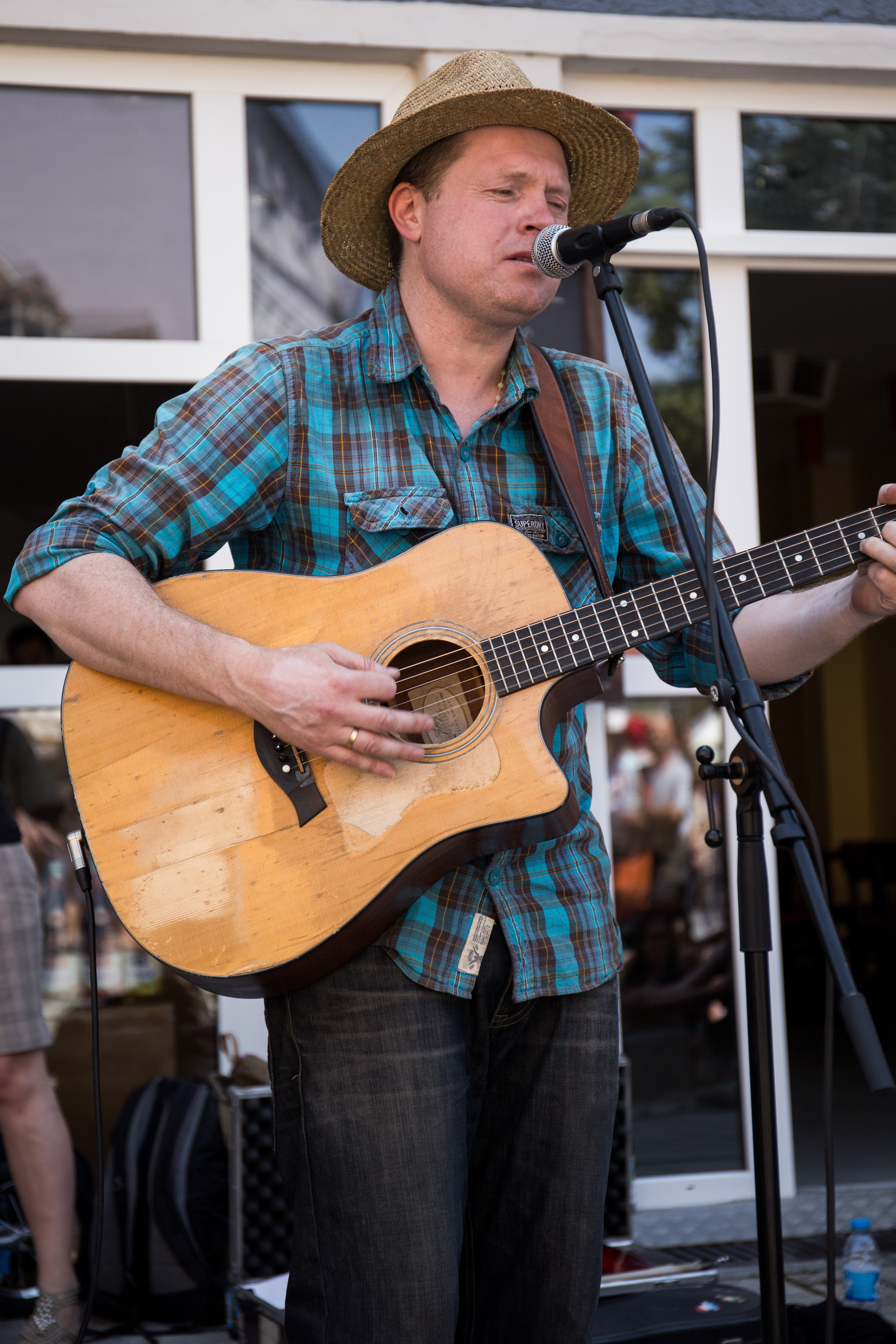
Jimmy Kelly beim TFF Rudolstadt 2014

James Victor „Jimmy“ Kelly (* 18. Februar 1971 in Gamonal als Victor James Kelly) ist ein irisch-US-amerikanischer Sänger, Musiker und Komponist. Bekannt wurde er vor allem als Mitglied der mit mehreren Musikpreisen ausgezeichneten Pop- und Folkband The Kelly Family, die ab Mitte der 1990er Jahre mit mehr als 20 Millionen verkauften Tonträgern zu den kommerziell erfolgreichsten Interpreten in Europa gehörte. 2005 publizierte Kelly sein Solodebüt Babylon.

## Biografie

### Musikalische Karriere mit der Kelly Family
Jimmy Kelly wurde als achtes Kind des US-amerikanischen Lehrers Daniel Jerome Kelly und als drittes Kind der US-amerikanischen Tänzerin Barbara Ann in Gamonal geboren. Er hat fünf Halb- und sieben Vollgeschwister. Von frühester Kindheit an reiste Jimmy Kelly mit seiner Familie als Straßenmusiker durch Europa und die USA und bestritt mit zunehmendem Alter mehrere Konzerte täglich. Für die Band komponierte er unter anderem die Songs Cover the road, Nanana, What's a matter you people, So many troubles und Blood.

### Solokarriere

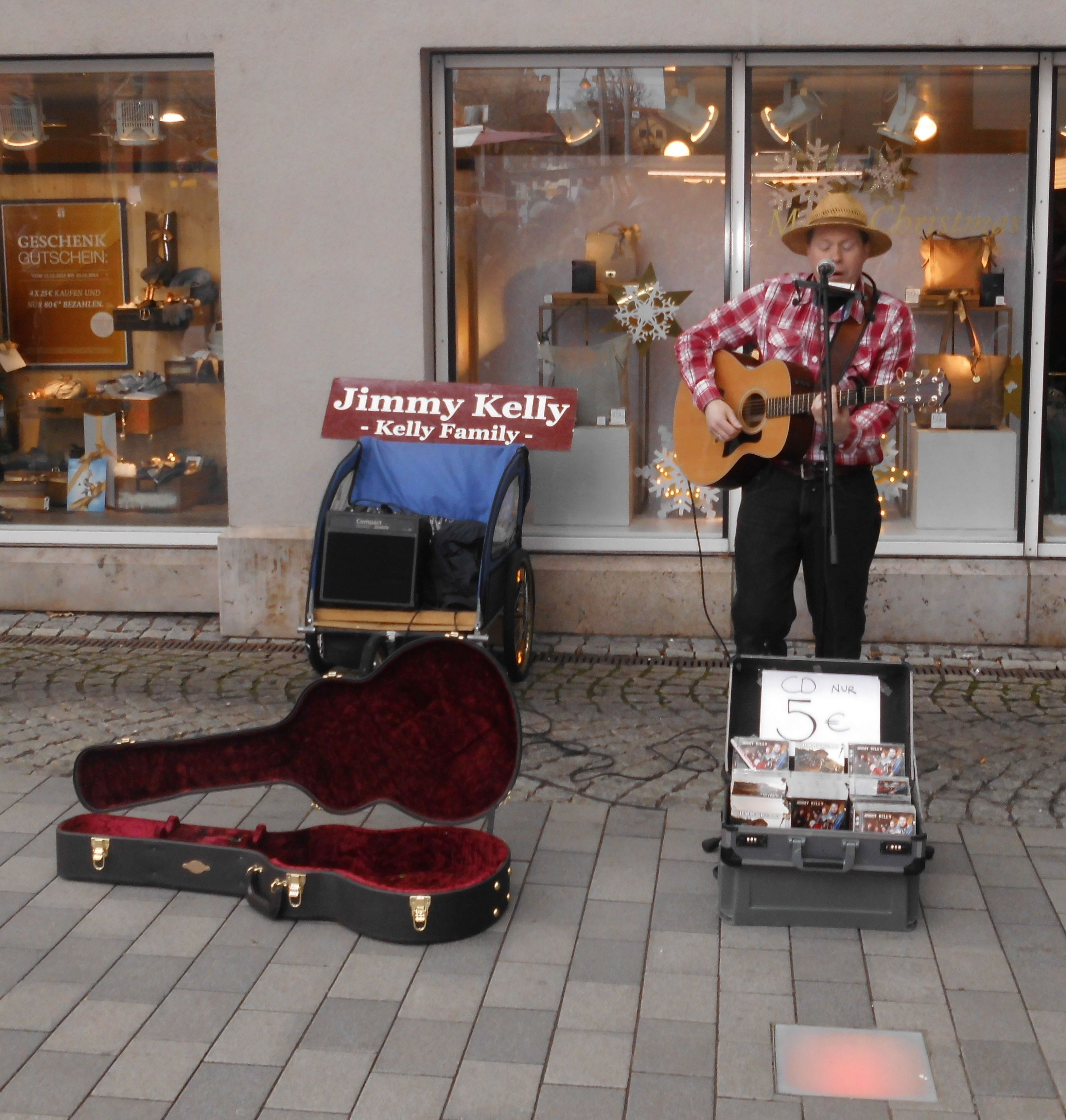
Jimmy Kelly Weihnachten 2015 in Jena

2005 publizierte Kelly als James Kelly mit Babylon sein Solodebüt, welches Songs aus seiner Zeit bei der Kelly Family enthielt. 2006 gastierte er auf dem Live-Album Surrounded von Judy Bailey. 2008 folgte das Album Roots und 2009 die CD Roots – Diggin' Deeper, beide mit traditionellen Liedern und ebenfalls unter dem Namen James Kelly veröffentlicht. 2010 erschien sein Soloalbum The Hometown Sessions beim Label Flowfish Records. Gemeinsam mit einer Folkband trat er in Clubs oder als Straßenmusiker auf. Kelly komponiert, singt, spielt Gitarre, Klavier, Schlagzeug, Tin Whistle, Djembé und Flöte. 2012 und 2013 führte ihn seine Viva la Street genannte Tour durch große Teile Europas. 2013 veröffentlichte Jimmy Kelly das gleichnamige Album. Viva la Street war seine erste Solo-CD, die ausnahmslos eigene Stücke enthielt – teilweise Songs, die er schon zu Zeiten der Kelly Family live gesungen hatte (wie z. B. Dance, New York und Warriors of Love). Unterstützt wurde er von einer mehrköpfigen Band, dem Street Orchestra. Dieses besteht hauptsächlich aus Straßenmusikern, die Kelly im Laufe seiner Straßenkonzerte kennengelernt hatte. Zudem gehören auch seine Frau Meike und sein Cousin Mike Kelly zur Band. 2014 veröffentlichten er und sein Street Orchestra eine Live-CD & Live-DVD, welche auf den Konzerten in Stuttgart und Berlin aufgenommen wurden. Im Jahr 2015 spielte Jimmy Kelly erneut auf der Straße, beispielsweise im Rahmen von Weihnachtsmärkten. Im gleichen Jahr veröffentlichte Kelly die CD On the Street, auf der er Cover-Songs, Traditionals sowie eigene Stücke präsentierte und nur von 2 Musikern begleitet wurde. 2017 erschien sein biografisch verfasstes Buch Streetkid, zu dem er auch Vorträge hält.
Seit 2017 tritt er mit fünf bis sechs Geschwistern wieder in der Gruppe The Kelly Family auf. Mittlerweile tritt er mit einer Band als Jimmy Kelly & The Street Orchestra auf, mit denen er im Jahr 2023 das Album Live: Back On The Street veröffentlichte.
Jimmy Kelly ist verheiratet und Vater von drei Kindern.

## Diskografie

### Studioalben
- 2005: Babylon
- 2008: Roots
- 2009: Roots – Diggin’ Deeper
- 2010: The Hometown Sessions
- 2013: Viva la Street
- 2014: Live in Concert
- 2015: On the Street

### DVD
- 2014: Live in Concert – At Wilhelma Theatre in Stuttgart & Heimathafen in Berlin

## Publikationen
- Streetkid: Fluch und Segen, ein Kelly zu sein, gemeinsam mit Patricia Leßnerkaus, 2017, ISBN 978-3-453-20151-4.